# Функциональная спецификация
Функциональная спецификация в системной инженерии и разработке программного обеспечения — это документ, описывающий требуемые  характеристики системы (функциональность). Документация описывает необходимые для пользователя системы входные и выходные параметры (например, программная система).

## Обзор
В системной инженерии спецификация — это документ, который понятно и точно описывает существенные технические требования для объектов, материалов или операций. Спецификации помогают устранить дублирование и несоответствия, позволяют точно оценить необходимые действия и ресурсы, выступают в качестве согласующего и справочного документов о внесённых изменениях, предоставляют документацию с конфигурацией, и даёт возможность взаимодействия лиц, работающих с восемью основными функциями системного проектирования. Они дают точное представление о решении проблемы, повышая эффективность разработки системы и оценивая стоимость альтернативных путей проектирования. Они служат указанием для испытателей для верификации (качественной оценки) каждого технического требования.
Функциональная спецификация не определяет операции, происходящие внутри данной системы и каким образом будет реализована её функция. Вместо этого, она рассматривает взаимодействие с внешними агентами (например, персонал, использующий программное обеспечение; периферийные устройства компьютера или другие компьютеры), которые могут «следить», взаимодействуя с системой.
Пример из типичной функциональной спецификации:
Когда пользователь нажимает кнопку ОК, окно диалога закрывается и в фокусе оказывается главное окно, которое было до появления диалога.
Такое требование описывает взаимодействие внешнего агента (пользователь) и программной системы. Когда пользователь производит ввод в систему, путём нажатия кнопки ОК, программа отвечает (или должна ответить) закрытием окна, содержащего эту кнопку.
Спецификация может быть неформальной, тогда её можно воспринимать как план или руководство пользователя с точки зрения разработчика, или формальной, в таком случае она определяет математические или программные условия. На практике большинство успешных спецификаций пишутся, чтобы облегчить понимание и тонкую настройку приложений, которые уже хорошо спроектированы, но если речь идёт о жизненно важных программных системах, в таких случаях спецификация тщательно создаётся до начала разработки приложения. Спецификации наиболее важны для внешних интерфейсов, которые должны быть стабильными.

## Назначение
Функциональные спецификации могут создаваться с разными целями. Одна из основных целей: привести группу разработчиков к единому мнению о том, как в итоге должна выглядеть программа, прежде чем приступать к действиям, требующим значительного времени (написание исходного кода, тестирование, последующая отладка программы). Обычно, консенсус достигается после одного или нескольких оценок стейкхолдерами экономически эффективных путей достижения технических требований, которые требуются для выполнения программного продукта.

## Применение
Когда группа разработчиков приходит к общему мнению о готовности функциональной спецификации, то в таком случае её называют «завершенной» или «подписанной». После этого, программисты и тестировщики пишут исходный код и тестируют программу, используя функциональную спецификацию в качестве эталона. Во время тестирования осуществляется сравнение действий программы с ожидаемыми, определёнными в спецификации.